# Olympia Valance
Olympia Montana Valance (* 7. Januar 1993 in Melbourne, Victoria) ist eine australische Schauspielerin und Model. Einem breiten nationalen Publikum wurde sie durch ihre Rolle der Paige Smith in der Fernsehserie Nachbarn bekannt.

## Leben
Valance wurde am 7. Januar 1993 in Melbourne als Tochter von Rajko Vukadinović, einem Model und Musiker, und Tania Gogos geboren. Ihr Vater ist serbischer Abstammung, ihre Mutter ist griechischer Herkunft. Ihr Stiefvater ist Ross Wilson, ehemaliger Sänger und Gitarrist unter anderen von Daddy Cool. Sie hat insgesamt sieben Halbgeschwister, darunter die Schauspielerin Holly Valance, mit der sie sich den gemeinsamen Vater teilt. Sie besuchte die Shelford Girls' Grammar und studierte am Melbourne Actor's Lab.
Im Juni 2019 gab sie bekannt, mit dem Footballspieler Tom Bellchambers liiert zu sein. Im Oktober 2020 folgte die Verlobung, am 12. Juni 2022 heirateten die beiden in Daylesford.
Im August 2020 teilte Valance mit, dass die im Vorjahr Opfer von Cyberkriminalität wurde. Persönliche Bilder, auf denen sie auch kleiderlos zu sehen ist, wurden ohne ihre Zustimmung im Internet verbreitet. Sie ist Miteigentümerin von Splash Vodka. Neben dem Schauspiel und den Harry-Potter-Büchern und Filmen, interessiert sie sich für Pferdesport. Sie ist Besitzerin eines Rennpferdes.

## Karriere
Valance stellte ab 2014 die Rolle der Paige Novak, später Paige Smith, in der erfolgreichen und langläufigen australischen Fernsehserie Nachbarn dar. Bereits ihre Halbschwester Holly wirkte von 1999 bis 2002 in der Rolle der Felicity „Flick“ Scully in dem Format mit. Ihre Leistung erbrachte sie Nominierungen für den Logie Award 2015 und den Inside Soap Awards. 2022 wurde die Serie eingestellt und ihre Rolle daher nach 498 Episoden beendet.
Ende 2014 wurde sie das neue Gesicht der Marke Gossard. Anfang 2016 folgte ein Werbevertrag mit Jeep. 2018 bis 2019 war sie in insgesamt 16 Episoden der Fernsehserie Playing for Keeps als Tahlia Woods zu sehen. 2020 verkörperte sie in zwei Episoden der Miniserie Informer 3838 die Rolle der Emma Darlington.

## Filmografie (Auswahl)
- 2014–2022: Nachbarn (Neighbours, Fernsehserie, 498 Episoden)
- 2018–2019: Playing for Keeps (Fernsehserie, 16 Episoden)
- 2020: Informer 3838 (Miniserie, 2 Episoden)
- 2022: Surviving Summer (Staffel 2)